# س. ميخائيل هاربر
س. ميخائيل هاربر (بالإنجليزية: C. Michael Harper)‏ هو شخصية أعمال أمريكي، ولد في 23 سبتمبر 1927 في ميشيغان في الولايات المتحدة، وتوفي في 30 مايو 2016.